# کریس گرینمن
کریس گرینمن (انگلیسی: Chris Greenman؛ زادهٔ ۲۲ دسامبر ۱۹۶۸) بازیکن فوتبال اهل بریتانیا است.
از باشگاه‌هایی که در آن بازی کرده‌است می‌توان به باشگاه فوتبال پیتربورو یونایتد، باشگاه فوتبال کاونتری سیتی، و باشگاه فوتبال ووستر سیتی اشاره کرد.